# Prix Bram-Stoker du meilleur roman pour jeunes adultes
Les prix Bram-Stoker sont attribués chaque année pour les œuvres publiées pendant l'année calendaire précédente.
La catégorie du meilleur roman pour jeunes adultes récompense des romans de fantasy ou d'horreur destinés aux jeunes adultes. Cette catégorie a été créée en 2011.
Les gagnants sont cités en premier, suivis par les autres œuvres nommées.

## Palmarès

### Années 2010

#### 2011
Dust & Decay par Jonathan Maberry et The Screaming Season par Nancy Holder (ex æquo)
- Ghosts of Coronado Bay par J. G. Faherty
- Quelques minutes après minuit (A Monster Calls) par Patrick Ness
- Rotters par Daniel Kraus (en)
- Un sombre projet (This Dark Endeavor: The Apprenticeship of Victor Frankenstein) par Kenneth Oppel

#### 2012
Flesh & Bone par Jonathan Maberry
- A Bad Day for Voodoo par Jeff Strand
- The Diviners par Libba Bray
- I Hunt Killers par Barry Lyga
- I Kissed a Ghoul par Michael McCarty
- La Prophétie de Glendower (The Raven Boys) par Maggie Stiefvater

#### 2013
Dog Days par Joe McKinney
- In the Shadow of Blackbirds par Cat Winters
- Project Cain par Geoffrey Girard
- Special Dead par Patrick Freivald
- La Légion de la colombe noire - 1 (Unbreakable) par Kami Garcia

#### 2014
Phoenix Island par John Dixon
- Intentional Haunting par Jake Bible
- La Légion de la colombe noire - 2 (Unmarked) par Kami Garcia
- Passionaries par Tonya Hurley
- All Those Broken Angels par Peter Adam Salomon

#### 2015
Devil’s Pocket par John Dixon
- Never Let Me Sleep par Jennifer Brozek
- The Ridealong par Michaelbrent Collings
- Hallowed par Tonya Hurley
- The Shadow Cabinet par Maureen Johnson
- End Times at Ridgemont High par Ian Welke

#### 2016
Snowed par Maria Alexander
- Last Days of Salton Academy par Jennifer Brozek
- Holding Smoke par Elle Cosimano
- When They Fade par Jeyn Roberts
- The Telling par Alexandra Sirowy

#### 2017
The Last Harvest par Kim Liggett
- The Door to January par Gillian French
- Hellworld par Tom Leveen
- The Ravenous par Amy Lukavics
- When I Cast Your Shadow par Sarah Porter

#### 2018
The Dark Descent of Elizabeth Frankenstein par Kiersten White (en)
- Dread Nation par Justina Ireland
- Sawkill Girls par Claire Legrand
- Broken Lands par Jonathan Maberry
- The Night Weaver par Monique Snyman

#### 2019
Oware Mosaic par Nzondi
- Here There Are Monsters par Amelinda Bérubé
- Five Midnights par Ann Dávila Cardinal
- Speak No Evil par Liana Gardner
- Rules for Vanishing par Kate Alice Marshall
- Eight Minutes, Thirty-Two Seconds par Peter Adam Salomon

### Années 2020
| Sommaire : | - Haut - 2020 - 2021 - 2022 - 2023 - 2024 |

#### 2020
Un clown dans un champ de maïs (Clown in a Cornfield) par Adam Cesare (en)
- Bent Heavens par Daniel Kraus (en)
- The Bone Carver par Monique Snyman
- Cemetery Boys (Cemetery Boys) par Aiden Thomas (en)
- Une mélodie pour les fantômes (Ghost Wood Song) par Erica Waters

#### 2021
Une rivière furieuse (The River Has Teeth) par Erica Waters
- All These Bodies (All These Bodies) par Kendare Blake (en)
- The Book of the Baku par R. L. Boyle
- Bad Witch Burning par Jessica Lewis
- House of Hollow par Krystal Sutherland (en)

#### 2022
The Triangle par Robert P. Ottone
- What We Harvest par Ann Fraistat
- The Weight of Blood par Tiffany D. Jackson
- These Fleeting Shadows par Kate Alice Marshall
- Gallant (Gallant) par V. E. Schwab
- Burn Down, Rise Up par Vincent Tirad

#### 2023
She Is a Haunting par Trang Thanh Tran
- You're Not Supposed to Die Tonight par Kalynn Bayron
- Funeral Songs for Dying Girls par Cherie Dimaline
- Find Him Where You Left Him Dead par Kristen Simmons (en)
- Harvest House par Cynthia Leitich Smith (en)

#### 2024
Clown in a Cornfield 3: The Church of Frendo par Adam Cesare (en)
- A Place for Vanishing par Ann Fraistat
- Come Out, Come Out par Natalie C. Parker
- The Losting Fountain par Lora Senf
- The Blonde Dies First par Joelle Wellington